# 1951 en mathématiques
| Années des mathématiques : 1948 - 1949 - 1950 - 1951 - 1952 - 1953 - 1954    |
| Décennies des mathématiques : 1920 - 1930 - 1940 - 1950 - 1960 - 1970 - 1980 |

Cet article présente les faits marquants de l'année 1951 en mathématiques.

## Naissances

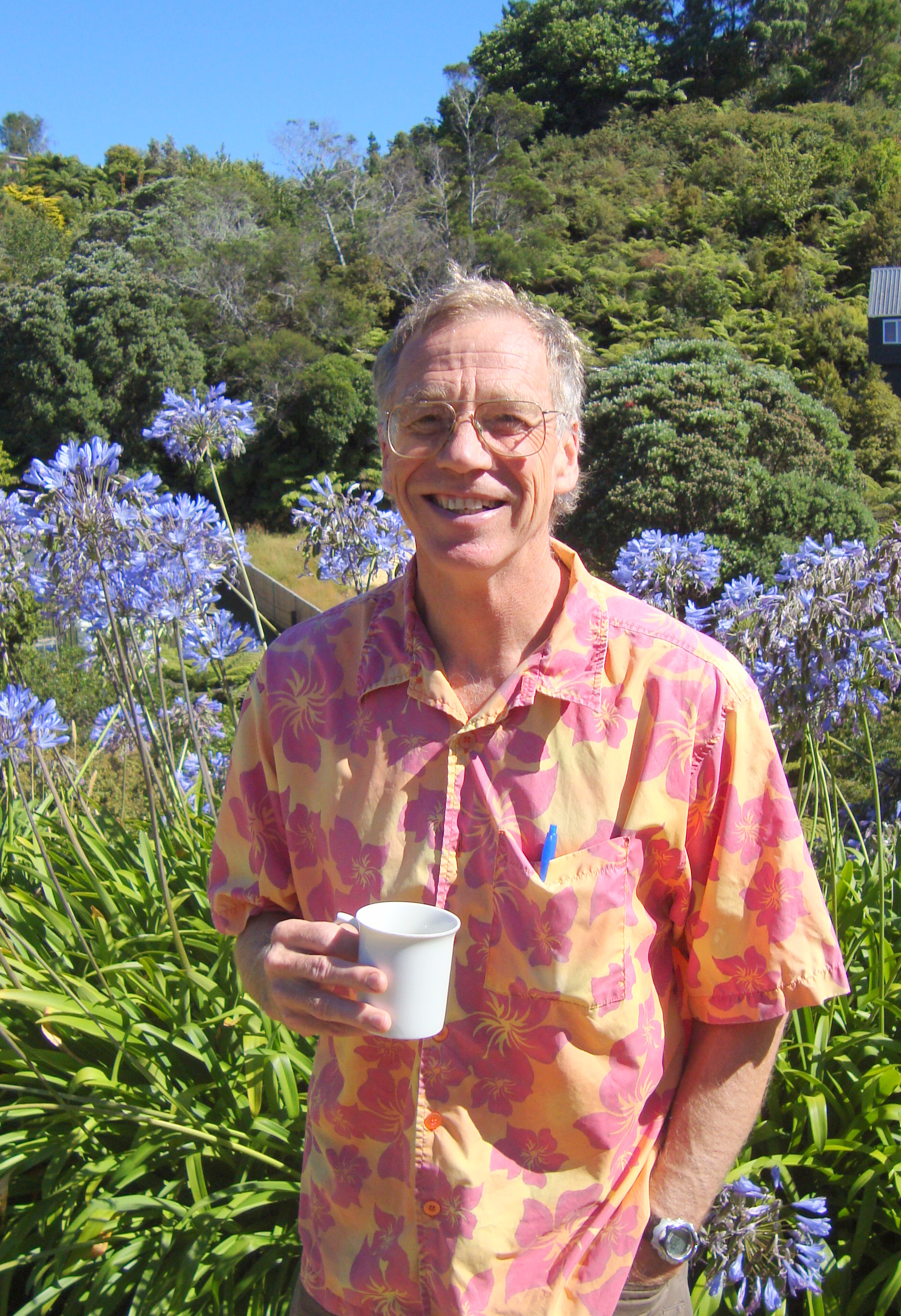
Michael Freedman

- 29 janvier : Olabisi Ugbebor, mathématicienne nigériane.
- 23 février : Shigefumi Mori, mathématicien japonais, médaille Fields en 1990.
- 21 mars : David Nualart, mathématicien espagnol.
- 24 mars : Caroline Series, mathématicienne britannique.
- 25 mars : Henri Berestycki, mathématicien français.
- 3 avril : Andries Brouwer, mathématicien et informaticien néerlandais.
- 5 avril : Jean-Michel Salanskis, philosophe et mathématicien français.
- 21 avril : Michael Freedman, mathématicien américain, médaille Fields en 1986.
- 20 mai : Jonathan Borwein (mort en 2016), mathématicien écossais.
- 27 mai : Geneviève Raugel (morte en 2019), mathématicienne française.
- 25 juin :
  - Eva Bayer-Fluckiger, mathématicienne suisse.
  - Zoltán Ésik (mort en 2016), mathématicien, informaticien théoricien et logicien hongrois.
- 29 juin : Don Zagier, mathématicien américain.
- 26 juillet : Edward Witten, physicien mathématique américain, médaille Fields en 1990.
- 17 août : Joe Harris, mathématicien américain.
- 4 septembre : Jan Denef, mathématicien belge.
- 11 septembre : Richard Gill, mathématicien britannique.
- 12 septembre : Jean-Luc Brylinski, mathématicien français.
- 25 septembre : Vera Pawlowsky-Glahn, mathématicienne espagnole.
- 27 septembre : David Trotman, mathématicien britannique.
- 19 octobre : Demetrios Christodoulou, mathématicien et physicien grec-américain.
- 26 octobre : Brendan Damien McKay, mathématicien australien.
- 27 octobre : Albert Fathi, mathématicien franco-égyptien.
- 20 novembre : Dianne O'Leary, mathématicienne et informaticienne américaine.
- Christophe Soulé, mathématicien français.
- Stan Wagon, mathématicien canado-américain.

## Décès
- 22 janvier : Harald Bohr (né en 1887), mathématicien danois.
- 6 mai : Élie Cartan (né en 1869), mathématicien français.
- 27 juillet : Grace Andrews (née en 1869), mathématicienne américaine.
- 6 septembre : Winifred Edgerton Merrill (née en 1862), mathématicienne américaine.